# Diadegma blackburni
Diadegma blackburni är en stekelart som först beskrevs av Peter Cameron 1883.  Diadegma blackburni ingår i släktet Diadegma och familjen brokparasitsteklar. Inga underarter finns listade i Catalogue of Life.